# إيدا وارتون داوسون

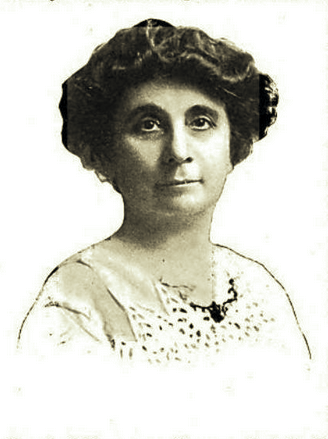
إيدا وارتون داوسون (1917)

كانت إيدا وارتون داوسون (3 يوليو 1860 - 18 مايو 1928) عاملة اجتماعية أمريكية وعضوة في نادٍ. تمثّلت أنشطتها في النوادي و الحركات النهضوية الحديثة في الولاية، حيث عملت كرئيسة لاتحاد ولاية نيوجيرسي للأندية النسائية .

## النشأة والتربية
ولدت إيدا أميليا وارتون في نيوارك، نيو جيرسي ، في 3 يوليو 1860. والداها هما جون وماري أ. (جرينوالد) وارتون. أشقاؤها هم: جوزفين (مواليد 1849)، وتشارلز (مواليد 1851)، وماري (مواليد 1853)، وآنا (مواليد 1865). كانت داوسون من أصل إنجليزي من جهة والدها ومن أصل فرنسي من جهة والدتها.
كان المنزل الذي نشأت فيه الأجيال منذ عام 1796 يقع في شارع كينغزلاند على ضفاف نهر يانتاكو ، نوتلي، نيو جيرسي و كانت قطعة الأرض التي يقع عليها المبنى جزءًا من منحة مُنحت في عام 1668 إلى الرائد ناثانيال كينجزلاند من بربادوس . حيث كانت منتجاته تُرسل من جزر الهند الغربية إلى أسواق نيويورك . وكان زملاؤه من البحارة قد جاؤوا له بقصص مشرقة عن ثراء ولاية نيوجيرسي و عن تربتها و جمالها الطبيعي، لدرجة أنه طلب منحه قطعة أرض في منطقة نوتلي الحالية، واستحيب لطلبه. بنى المسكن القديم ابن أخيه عام 1796؛ وتم تحديثه بوسائل الراحة الأحدث، وظل يسكنه أحفاده حتى بعد بداية القرن العشرين.
كما ساعدت جدة داوسون في تأسيس أول "مدرسة الأحد" التي تم افتتاحها في مدينة نيويورك.
تلقت داوسون تعليمها في المدارس العامة وفي معهد هوتون اللاهوتي في كلينتون، مقاطعة أونيدا، نيويورك .

## الحياة المهنية
عند ترك المدرسة ، بدأت العمل المدني من خلال الانضمام إلى جمعية نيوارك الخيرية النسائية في مجلس المدراء، حيث قامت بتنظيم قسم التسجيل الخاص بالجمعية. كما كانت عضوا في لجنة البناء عندما بدأت أعمال الإغاثة الصناعية.
و ترأّست داوسون مؤتمر المنطقة التابع لمكتب "أسوشيتد شاريتي" . كما نظّمت ورأست "مؤتمر الزوار الودّي"، حيث تم حل مشاكل الفقر وأسبابها وعلاجها لأول مرة في نيوارك.

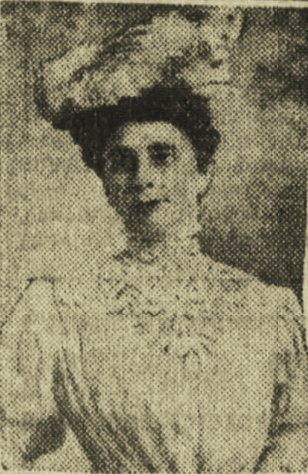
إيدا وارتون داوسون (1908)

و شغلت داوسون منصب رئيسة اتحاد ولاية نيوجيرسي للأندية النسائية، حيث قامت بإعادة تنظيم الاتحاد فيما يتعلق بالأساليب وأقسام العمل.

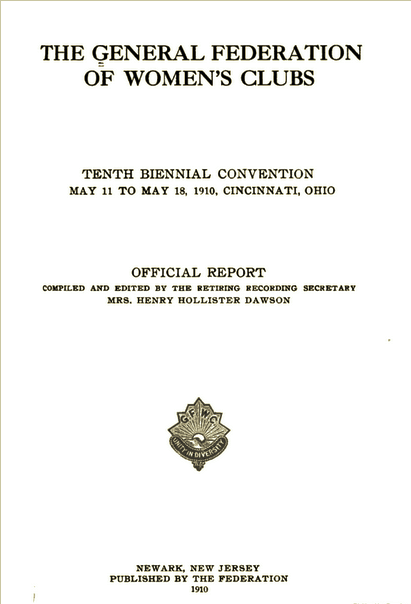
التقرير الرسمي

و في عام 1910، كانت داوسون سكرتيرة تسجيل للاتحاد العام للأندية النسائية. و حين بلغ عدد أعضائه 2000000، وفي هذا الدور، قامت بتجميع وتحرير تقرير الإجراءات الرسمية لمؤتمرها السنوي العاشر.
و كانت داوسون منظِّمةً ورئيسةً لنادي نيوارك المعاصر  ورئيسة لنادي "سمسم" (النسائي) الذي كان أحد الناديين اللذين أسسا "المُعاصِرة". بلغ عدد أعضاء الجمعية المعاصرة 1500 عضو، مما جعلها واحدة من أكبر الجمعيات في اتحاد الأندية النسائية في الولايات المتحدة. وخلال فترة ولايتها، نظمت داوسون عملها المدني. وكانت من بين إحدى نتائجها، إنشاء مدرسة صناعية للبنات في نيوارك، والتي أصبحت تحت جناح مجلس التعليم بالمدينة. تم تصميم المدرسة الصناعية لتلبية احتياجات الفتيات اللاتي يغادرن المدارس الثانوية لدخول الحياة الصناعية. و تم تدريب عدة مئات من النساء في العمل المدني، من خلال هذا القسم المدني التابع للنادي المعاصر حينما كانت داوسون رئيسة.
كما قامت داوسون بافتتاح "جمعية الإسكان النسائية" و الذي يعتبر أول فندق في نيوارك للفتيات العاملات، والمعروف باسم "كارولين"، حيث كانت مسؤولة عنه بالكامل. و الذي أُنشئ لغرض تجاري بحت وليس كعمل خيري.
و أثناء عملها كنائبة لرئيس "جمعية النساء المُساعِدة" التابعة لجمعية الشبان المسيحية في نيوارك، كانت داوسون مهتمة بشكل خاص باجتماعات الأمهات حيث تم النظر في تدريب الشباب في المنزل. وباعتبارها عضوًا في لجنة المائة التي شاركت في الاحتفال في عام 1916 بالذكرى السنوية الـ 250 لتأسيس مدينة نيوارك، فقد قدمت المساعدة للجنة الفرعية التاريخية والأدبية. و كانت أيضًا مديرة في مكتب "أسوشيتد شاريتي" و سكرتيرة "جمعية الإسكان النسائية".

## الحياة الشخصية
تزوجت في نيوارك، في 7 مايو 1890، من هنري هولستر داوسون (من مواليد 1860). كان للزوجين طفلة واحدة، ابنة، ماري (مواليد 1899).
و كانت داوسون مهتمًة بشدة بعمل الكنيسة.
و كان منزلها الصيفي في أفون باي ذا سي، نيو جيرسي .
توفيت إيدا داوسون في منزلها في أورانج، نيو جيرسي ، في 18 مايو 1928.

## أعمال مختارة
- التقرير الرسمي للاتحاد العام للأندية النسائية. الاتفاقية 1910. (نص)